# 船步河
船步河，位于中国广东省罗定市东南部，是围底河右岸支流，发源于罗定市东南端的八卦顶，向北向西流经勒渣、大河岩、聂垌、山垌水库、河背、龙岗、仓地等村，最后于船步镇汇入围底河。河长29千米，流域面积216平方千米。